# Gerda Alexander
Gerda Alexander (15 de febrero de 1908 - 21 de febrero de 1994) fue una profesora y educadora danesa que ideó un método de auto-desarrollo denominado eutonía. Nació en Wuppertal, Alemania, pero se trasladó a Dinamarca en 1929.
Al igual que Moshe Feldenkrais, hizo hincapié en la inteligencia, la sensibilidad y la conciencia más que en el simple ejercicio físico.

## Investigaciones
Gerda Alexander desarrolló su sistema eutonía para tratar tanto personas sanas como enfermas. Su método se basa principalmente en estimular sin restricciones la conciencia y la capacidad de movimiento del ser humano lo que provoca una mejora general en la salud de la persona. Se empeñó en lograr un método basado en la idea de que los modelos preestablecidos bloquean las posibilidades creativas y funcionales de las personas. Durante 30 años se encaminó hacia lo que se llamaba la "búsqueda del movimiento espontáneo", consolidando y estableciendo finalmente la técnica eutonía.